# Estación central de Viena
La Estación Central de Viena (en alemán, Wien Hauptbahnhof, abreviado Wien Hbf) es la principal estación de ferrocarril de Viena, Austria.
Aún parcialmente en obras, se diseñó como principal estación ferroviaria de la ciudad, desplazando a Viena Sur. Su objetivo era sustituir a las antiguas terminales en fondo de saco que convergían en Viena desde Norte, Sur, Este y Oeste por una nueva estación más céntrica, mejor comunicada (mediante S-bahn o cercanías y U-bahn o metro) y pasante. Cuando esté terminada, permitirá nuevos servicios internacionales pasantes por Viena.
Se encuentra en la Plaza de Tirol del Sur (Südtiroler Platz) conectada con toda la ciudad mediante el Metro de Viena, el S-Bahn Viena, el tranvía de Viena y la red de buses de la ciudad.

## Cronología
El consejo municipal aprobó construir la estación el 15 de diciembre de 2006. Las obras comenzaron en junio de 2007 con la remodelación previa de la estación de S-Bahn en Südtiroler Platz. En 2008, las estaciones de S-Bahn y U-Bahn en Südtiroler Platz se unieron entre sí y se demolió la antigua estación principal de Viena Sur (Wien Südbahnhof). Los principales servicios de Viena Sur (los situados en los andenes 11-19) se reubicaron en la Estación de Viena Meidling.
La construcción de la nueva estación empezó en abril de 2010. y para diciembre de 2012 estaba ya parcialmente operativa. Se espera su finalización total para 2015.

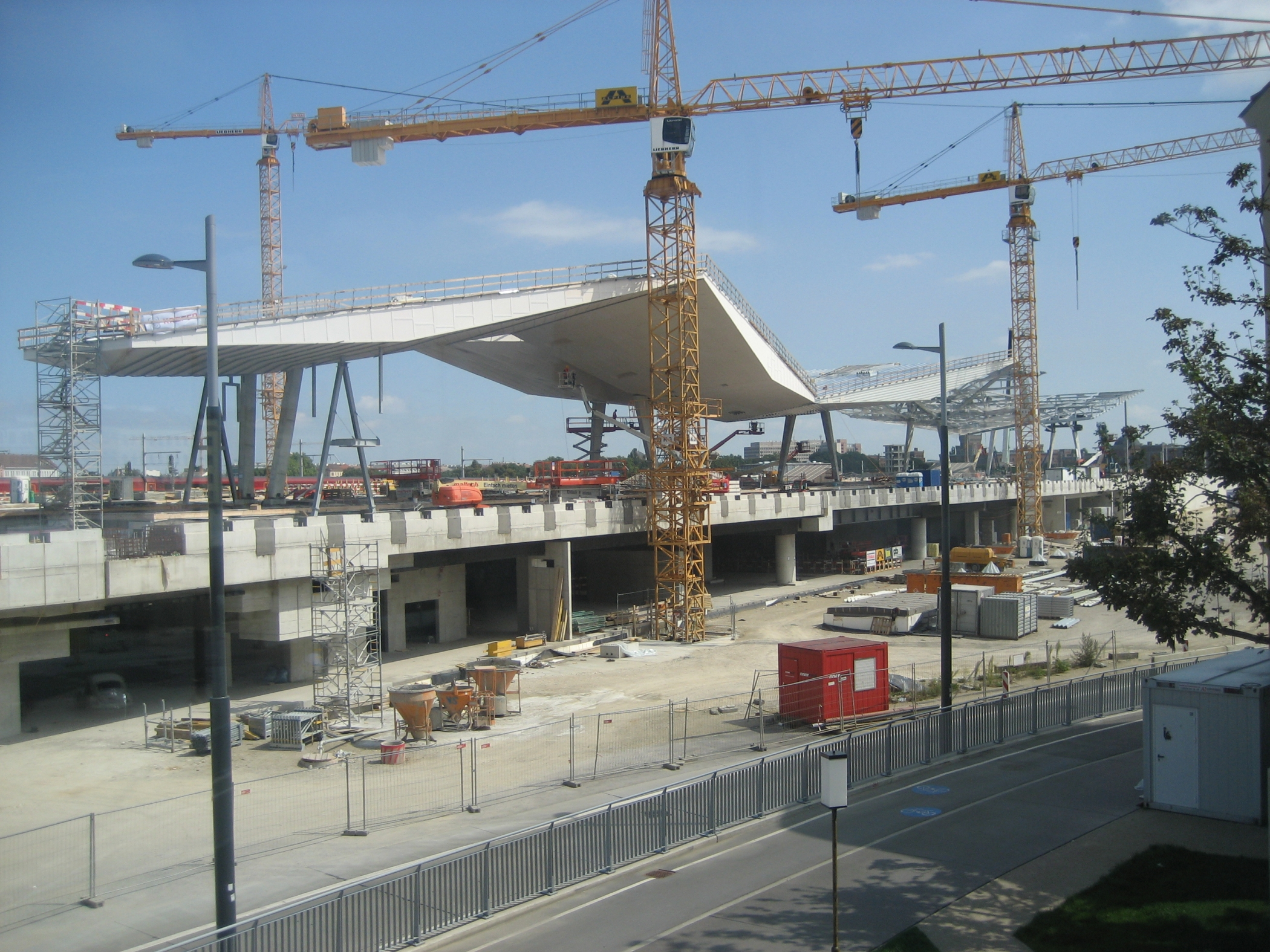
Construcción de los tejados, comenzada en 2011
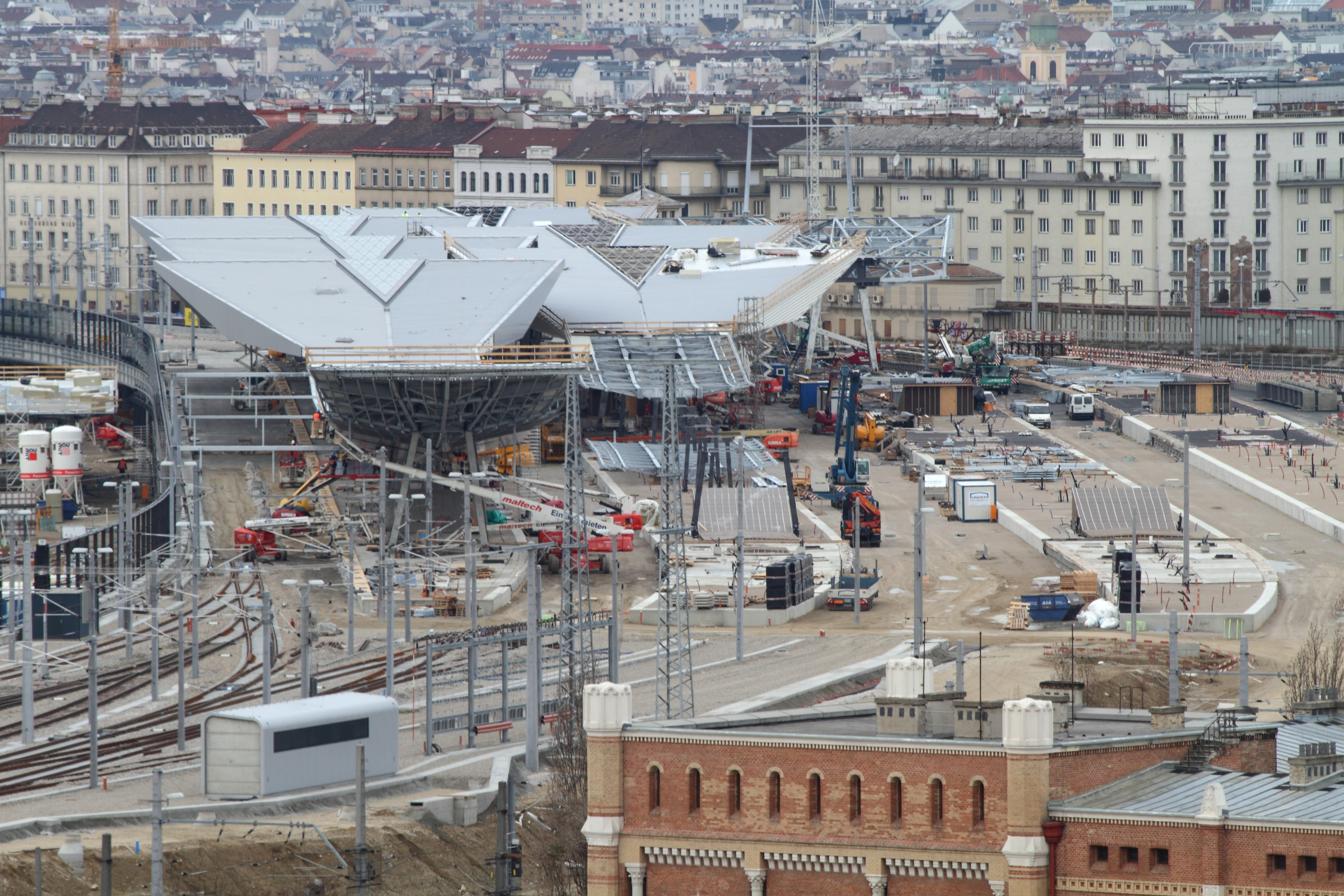
Estado de las obras en enero de 2012
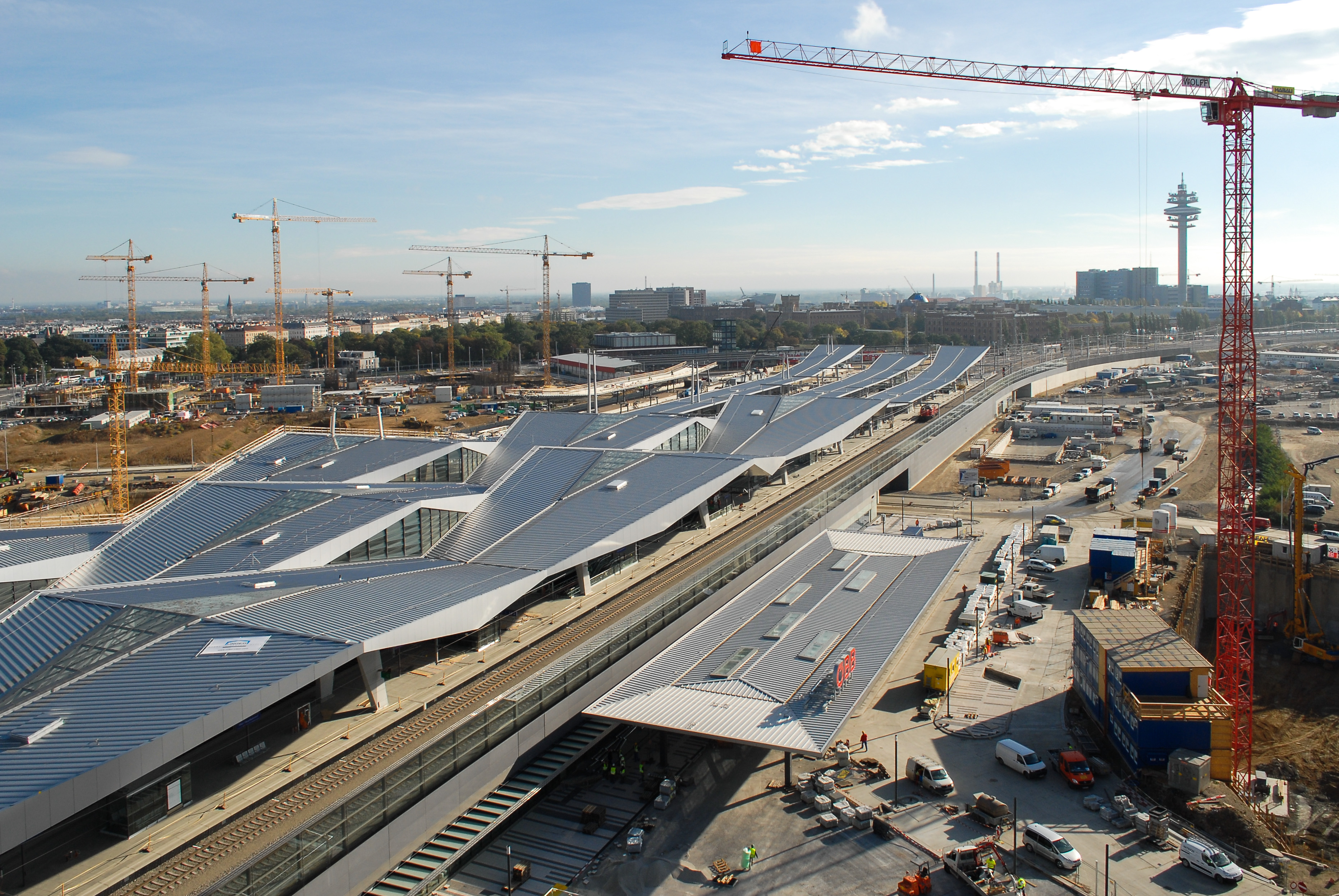
Estado de las obras en octubre de 2012